# Juan Cornago
Juan Cornago (Johannes Cornago) (d. C. 1400 - después de 1475) fue un cantor y compositor español de transición entre el Ars nova y el Renacimiento. Es de los escasísimos compositores españoles conocidos en el periodo que va desde comienzos del siglo XV hasta el reinado de los Reyes Católicos, hacia 1470 aproximadamente. Es decir, pertenece al periodo inmediatamente anterior a la mayoría de los compositores representados en los cancioneros de la Colombina y de Palacio. Además, es el primer compositor español conocido del que nos ha llegado un buen número de obras.

## Su vida

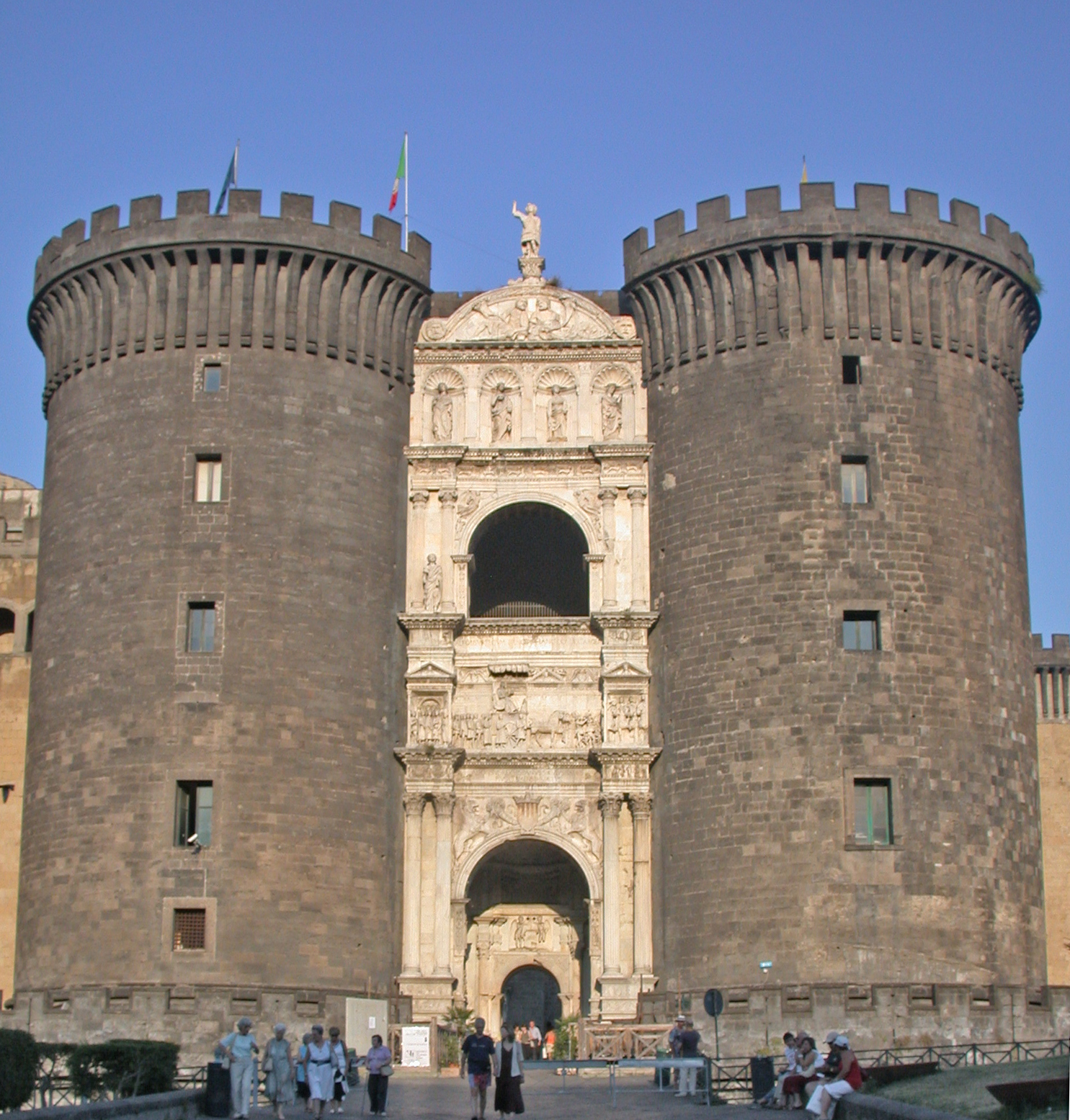
Castel Nuovo en Nápoles, residencia de la corte de Alfonso el Magnánimo.

Como ocurre con casi todos los compositores de su época se conocen muy pocos detalles de su vida. Dada su condición de franciscano, posiblemente se trate de "Johannes Eximii de Cornago", natural del pequeño pueblo de Cornago (La Rioja), perteneciente al obispado de Calahorra, quién entre 1420 y 1429 solicitó al papa Martín V ciertas prebendas en algunas parroquias. En el siglo XV se fundó en Cornago un monasterio franciscano que estuvo vigente hasta la desamortización de 1835.
Perteneció a la orden franciscana y en 1449 obtuvo la licenciatura en Teología por la Universidad de París. 
Hacia 1453 estaba en Nápoles sirviendo en la capilla real de Alfonso el Magnánimo, como lo atestiguan dos documentos fechados el 6 de abril de 1453 y el 8 de enero de 1457. Ambos están relacionados con el pago de su salario, que en 1453 era de 300 ducados anuales, cantidad muy considerable para la época y la más elevada entre los miembros de la capilla. La capilla musical de Alfonso el Magnánimo llegó a ser la más importante de su época en Italia y una de las más importantes en Europa, solo superada por las de Felipe el Bueno, duque de Borgoña y por la de Enrique VI de Inglaterra. Hacia 1455 llegó a contar con al menos 22 cantores adultos, entre los que había franco-flamencos, italianos y españoles. Entre estos últimos podemos citar al también compositor Pere Oriola. También pertenecían a la capilla los niños cantores y dos organistas. 
Posteriormente pasó a la capilla musical del hijo de Alfonso el Magnánimo, Fernando I de Nápoles, de donde consta que el 3 de abril de 1466 era limosnero mayor. Más tarde, en 1475, y ya de vuelta en España, pasó a servir en la capilla de Fernando el Católico.

## Su obra
Se han conservado 15 composiciones de Cornago, de las que 4 son religiosas y las 11 restantes profanas. De estas últimas, 8 tienen texto en español y 3 en italiano.
Buena parte de las obras de Cornago se hallan en el Cancionero de Montecassino. Este cancionero está relacionado con la corte aragonesa en Nápoles de Alfonso el Magnánimo. Los márgenes de este cancionero, donde se escribieron muchos de los nombres de los compositores de las piezas, fueron guillotinados en la encuadernación del siglo XVII, por lo que posiblemente algunas de sus piezas anónimas fueron también compuestas por Cornago. Otros cancioneros con un número significativo de obras de Cornago son el Cancionero de Palacio y el Cancionero de la Colombina.
A continuación se detallan las obras conservadas de Juan Cornago. Los códigos de la columna de "Fuentes" musicales se especifican más abajo. Los de la columna de "Grabaciones" se especifican en la sección de "Discografía".
| N.º              | Obra                              | Voces | Forma musical            | Fuentes            | Grabaciones                                      | Comentarios |
| Obras religiosas |                                   |       |                          |                    |                                                  | |
| ---------------- | --------------------------------- | ----- | ------------------------ | ------------------ | ------------------------------------------------ | --- |
| 1                | Misa Ayo visto de la mappa mundi  | 3     | misa                     | T88, PRA           | HMC, PAR* **, WAV**, ISA* **                     | Es uno de los primeros ciclos del Ordinario de la misa que se basa en un cantus firmus de origen profano, en este caso, el de la canción popular siciliana del mismo nombre "Ayo visto de la mappa mundi". |
| 2                | Misa De nostra donna S. María     | 4     | misa                     | PRA                |                                                  | Pertenece al ciclo de las misas-motete |
| 3                | Gaude Maria Virgo                 | 4     | motete                   | T88                |                                                  | Autoría dudosa |
| 4                | Patres nostri peccaverunt         | 4     | Verso de una lamentación | CMM, TAR           | PAR-ISA, CRC*                                    | Es la primera versión de autor conocido de un fragmento de las Lamentaciones de Jeremías. Sin embargo no está destinada a la liturgia de maitines de la Semana Santa, a la que pertenecen las lamentaciones, ya que no se basa en la correspondiente melodía gregoriana. Posiblemente su uso está relacionado con las ceremonias paralitúrgicas celebradas para conmemorar la Pasión de Cristo. |
| Obras profanas   |                                   |       |                          |                    |                                                  | |
| 5                | Moro perche non day fede          | 3     | canción                  | CMM, PIX, MAG, CMS | CAP, MIN                                         | En italiano |
| 6                | Morte mercé gentil aquila altiera | 3     | canción                  | CMM, ESC, COR      | HMC, HUE, FLO, DAE, RES, CON, MIC, ORP           | En italiano |
| 7                | ¿Dónde estás que non te veo?      | 3     | canción                  | CMM, CMC           | HES, COL                                         | |
| 8                | Gentil dama non se gana           | 3 y 4 | canción                  | CMC (3v), CMP (4v) | CAP, ANG, SFM                                    | |
| 9                | Non gusto del male estranio       | 3     | canción                  | CMM, TAR           |                                                  | En italiano |
| 10               | Por que más sin duda creas        | 3     | canción                  | CMC                | HMC, CAP                                         | El texto se debe a Juan de Mena |
| 11               | Pues que Dios te fizo tal         | 3     | canción                  | CMC, CMP           | CAP, SEM, SFM                                    | |
| 12               | Qu'es mi vida preguntays          | 3 y 4 | canción                  | CMM (3v), CMC (4v) | HMC, ALS, MEL, COL, VIC, LIV, HES, CRC, MIC, ROM | La versión a 4 voces posiblemente fue escrita por o en colaboración con Johannes Ockeghem |
| 13               | Según las penas me days           | 3     | canción                  | CMM                |                                                  | |
| 14               | Señora qual soy venido            | 3     | canción                  | CMC, CMP           | ARE, COL, SFM                                    | En la versión del CMC, el nombre de Juan Cornago aparece junto al tiple y el de Juan de Triana junto al bajo. En la versión del CMP, aparece como anónimo, pero el musicólogo Higinio Anglés, se la atribuyó en exclusiva a Cornago. El texto se debe al Marqués de Santillana. |
| 15               | Yerra con poco saber              | 3     | canción                  | CMM, ESC, T89      | SIR                                              | Está basada en un poema de mosén Pere Torroellas, quién se trasladó a Nápoles como mayordomo de Juan de Aragón. El manuscrito CMM es el único que atribuye la autoría a Cornago. |

(*) Versión instrumental
(**) Solo el Kyrie
Estas obras se encuentran en las siguientes fuentes:
- MAG - Florencia, Biblioteca Nazionale Centrale, Magliabechiano XIX, 176
- CMP - Madrid, Biblioteca Real, MS II - 1335 (Cancionero de Palacio)
- ESC - Madrid, El Escorial, Real Monasterio de San Lorenzo de El Escorial, Biblioteca y archivo de música, IV.a.24
- CMM - Montecassino, Biblioteca dell'Abbazia, 871 (Cancionero de Montecassino)
- PIX - París, Bibliothèque Nationale, fonds française 15123 (Chansonnier Pixérécourt)
- COR - París, Bibliotheque Nationale, Roths- child 2973 (Chansonnier Cordiforme)
- PRA - Praga, Strahov Monastery Library, MS D. G. IV. 47
- CMS - Sevilla, Catedral Metropolitana, Biblioteca Capitular y Colombina, Ms. 5-I-43 (París, BN, Nouv. acq. franç. 4379) (Cancionero de Sevilla)
- CMC - Sevilla, Catedral Metropolitana, Biblioteca Capitular y Colombina, Ms. 7-I-28 (Cancionero de la Colombina)
- TAR - Tarazona, Archivo Capitular de la Catedral, s.s. 4
- T88 - Trento, Museo Provinciale d’Arte, Castello del Buon Consiglio, MS 88
- T89 - Trento, Museo Provinciale d’Arte, Castello del Buon Consiglio, MS 89

## Discografía
Las obras de Juan Cornago están diseminadas en grabaciones donde se suele incluir una o dos piezas del compositor. La discografía que viene a continuación se ordena según el año de grabación:
- 1955 - [VIC] Victoria de los Ángeles. Five centuries of Spanish Songs. Victoria de los Ángeles. . La versión en CD está junto con otras grabaciones en la recopilación: Cantos de España. Victoria de los Ángeles. EMI Classics 7243 5 66 937 2 2.
- 1960 - [ANG] Victoria de los Ángeles. Spanish Songs of the Renaissance. Victoria de los Ángeles y Ars Musicae de Barcelona. . La versión en CD está junto con otras grabaciones en la recopilación: Cantos de España. Victoria de los Ángeles. EMI Classics 7243 5 66 937 2 2.
- ???? - [ARE] El Cancionero Musical de la Colombina. Cuarteto Renacimiento. Grupo de Instrumentos Antiguo Renacimiento. MEC 1011 CD
- 1969 - [SFM] Musica Iberica I. Música Ibérica I hasta el siglo XV - Monodia siglos XII/XII, Polifonía siglo XIII, Villancicos siglo XV (Juan Urreda, Juan Cornago). Studio der frühen Musik. EMI/Odeon J 063-20.114 (LP).
- 1979 - [HUE] Ars Moriendi. Huelgas Ensemble. Paul Van Nevel. Alpha 270 (LP).
- 1979 - [CON] Le Chansonnier Cordiforme. Consort of Musicke. Anthony Rooley. L'Oiseau Lyre (Japan) POCL-3170 (3 CD).
- 1981 - [MEL] Ockeghem: Complete Secular Music. Medieval Ensemble of London. Peter Davies, Timothy Davies. L'Oiseau Lyre 436 194 (2 CD).
- 1984 - [HES] Viva rey Ferrando. Renaissance music in Naples (1442-1556). Jordi Savall. Hespèrion XX. Virgin Veritas 5 61222 2 2.
- 1990 - [LIV] The Art of Flemish Song. In the Courts of Europe. Live Oak. Centaur Records 2109.
- 1990 - [DAE] Il Cantar Moderno. Venetian and Neapolitan songs of the 15th Century. Ensemble Daedalus. Accent 10068.
- 1991 - [HMC] Cornago: Missa de la mapa mundi. Paul Hillier. His Majestie's Clerkes. The Newberry Consort. Harmonia Mundi USA 907083.
- 1991 - [COL] El Cancionero de la Colombina, 1451-1506. Jordi Savall. Hespèrion XX. Astrée Auvidis ES 9954.
- 1992 - [SEM] Por las sierras de Madrid. Grupo Sema. Pepe Rey. S.G.A.E.
- 1992 - [WAV] 1492 - Music from the age of discovery. Waverly Consort. Michael Jaffee. EMI Reflexe 54506.
- 1995 - [SIR] The Cradle of the Renaissance. Italian music from the time of Leonardo da Vinci. Sirinu. Hyperion 66814.
- 1996 - [ALS] La Spagna Music at the Spanish Court. Amsterdam Loeki Stardust Quartet. L'Oiseau-Lyre 444 537-2OH.
- 1997 - [ROM] Johannes Ockeghem: Chansons. Romanesque. Philippe Malfeyt Ricercar 206 302.
- 1998 - [CRC] El Cancionero de Montecassino. Alfons V El Magnànim. Jordi Savall. La Capella Reial de Catalunya. Alia Vox AV 9816.
- 1998 - [CAP] Alfons el Magnànim. Música profana de la Cort Aragonesa en Nàpoles. Carles Magraner. Capella de Ministrers. Auvidis Ibèrica (Naïve) AVI 8022.
- 2000 - [RES] Resonanzen 2000. Vox populi - Vox Dei. Ensemble Daedalus y otros grupos. ORF "Edition Alte Musik" CD 252 (3 CD).
- 2000 - [FLO] O tempo bono. Music at the Aragonese Court of Naples. Florilegio Ensemble. Marcello Serafini.   Symphonia 00180.
- 2001 - [MIC] Napoli Aragonese. Ensemble Micrologus. Opus 111.
- 2004 - [ISA] Isabel I, Reina de Castilla. Luces y Sombras en el tiempo de la primera gran Reina del Renacimiento 1451-1504. La Capella Reial de Catalunya y Hespèrion XXI. Jordi Savall. Alia Vox AV 9838 (CD). Alia Vox AVSA 9838 (SACD-H).
- 2006 - [PAR] Christophorus Columbus. Paraísos Perdidos. Hespèrion XXI y La Capella Reial de Catalunya. Jordi Savall.    Alia Vox AVSA 9850 A+B (SACD-Hx2).
- 2007 - [ORP] Angelo Poliziano: La fabula di Orpheo. La Compagnia Dell'Orpheo. Francis Biggi. K617
- 2009 - [MIN] Fantasiant, música i poesia per a Ausiàs March. Capella de Ministrers. Carles Magraner. Licanus.